# مسجد حسين بن علي
مسجد حسین بن علي هو مسجد تاريخي يعود إلى عصر الدولة الصفوية، ويقع في أصفهان.